# عوز النتروجين في النبات

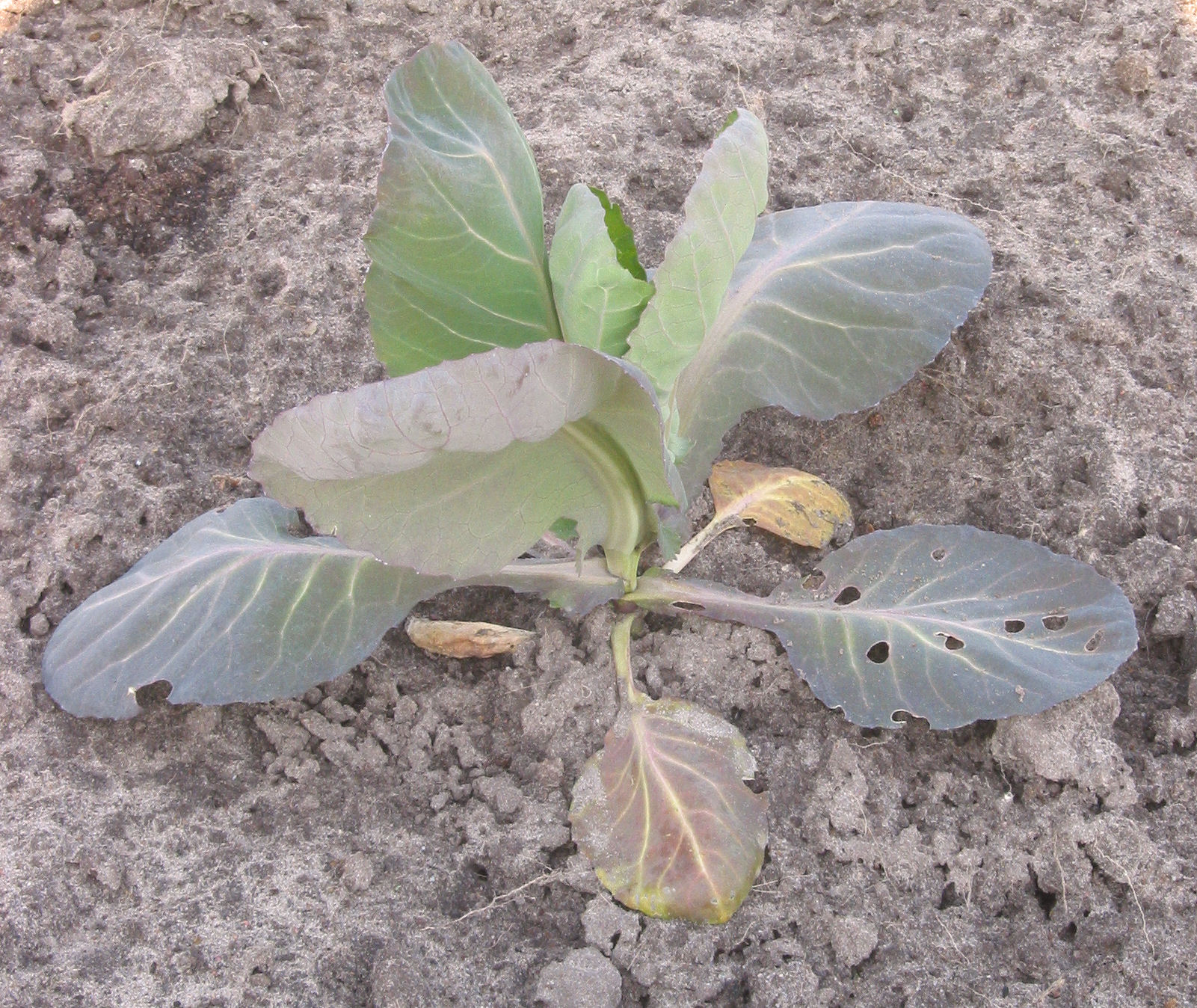
نبات كرنب صغير يظهر أعراض نقص النيتروجين

عوز النتروجين في النبات أو نقص النيتروجين (بالإنجليزية: Nitrogen deficiency)‏ هو اضطراب يصيب النبات إذا انخفضت نسبة النيتروجين عن حد معين في أنسجة النبات. يمكن أن يحدث نقص النيتروجين لعدة أسباب منها:
- انخفاض مستوى النيتروجين في التربة.
- إضافة مواد عضوية فقيرة بالنيتروجين المعدني إلى التربة، مما يشجع اقتيات كائنات التربة الدقيقة على النيتروجين المعدني لتفكيك هذه المواد، وهذا يحدث انخفاضاً مؤقتاً في نسبة النيتروجين المعدني في التربة.
- جفاف التربة.
- مشاكل في نمو الجذور بسبب انضغاط التربة أو إصابتها بأمراض.

## أعراض نقص النيتروجين
بما أن النيتروجين عنصر متحرك في النبات، تظهر أعراض نقصه على الأوراق الكبيرة أولاً، ثم تظهر على الأوراق الغضة في حالة استمرار وتفاقم النقص. أهم أعراضه:
1. ضعف النمو وتوقفه في حالات النقص الشديد.
2. نقص في حجم الأوراق.
3. في معظم النباتات (مثل الذرة) يتحول لون الأوراق إلى أصفر شاحب.
4. تبدأ أعراض النقص على الأوراق القاعدية ثم تنتقل إلى الأوراق في القمة.
5. تشكل أعناق الأوراق زاوية حادة مع الساق.
6. تكون الأفرع متخشبة ورفيعة وصغيرة ولونها أحمر أو بني.
7. في حالات النقص الشديد تكون الثمار صغيرة وتنضج قبل وقتها وتتساقط وقد لا تتكون ثمار إطلاقاً.

## علاج نقص النيتروجين
يعالج النقص بإضافة الأسمدة النيتروجينية المتوفرة وهي يوريا 46%، كالنترو 26%، نترات الأمونيوم 30%.